# نورفولك (فرجينيا)
نورفولك هي مدينة مستقلة في ولاية فيرجينيا في الولايات المتحدة الأمريكية، يوجد فيها أكبر قاعدة بحرية عسكرية في العالم.

## التركيبة السكانية
حدّد مكتب تعداد الولايات المتحدة بيانات التركيبة السكانية لنورفولك في تعداد الولايات المتحدة. في ما يلي، التركيبة السكانية حسب تعدادي 2000 و2010.

### تعداد عام 2000
بلغ عدد سكان نورفولك 234,403 نسمة بحسب تعداد عام 2000، وبلغ عدد الأسر 86,210 أسرة وعدد العائلات 51,915 عائلة مقيمة في المدينة. في حين سجلت الكثافة السكانية 938.8 نسمة لكل كيلومتر مربع (2,431.5/ميل2). وبلغ عدد الوحدات السكنية 94,416 وحدة بمتوسط كثافة قدره 378.1 لكل كيلومتر مربع (979.3/ميل2).
وتوزع التركيب العرقي للمدينة بنسبة 48.36% من البيض و44.11% من الأمريكيين الأفارقة و0.46% من الأمريكيين الأصليين و2.81% من الأمريكيين ذوي الأصول الآسيوية و0.11% من سكان جزر المحيط الهادئ و1.67% من الأعراق الأخرى و2.48% من عرقين مختلطين أو أكثر و3.80% من الهسبانيون أو اللاتينيون من أي عرق.
بلغ عدد الأسر 86,210 أسرة كانت نسبة 34.9% منها لديها أطفال تحت سن الثامنة عشر تعيش معهم، وبلغت نسبة الأزواج القاطنين مع بعضهم البعض 36.9% من أصل المجموع الكلي للأسر، ونسبة 18.8% من الأسر كان لديها معيلات من الإناث دون وجود شريك، بينما كانت نسبة 4.5% من الأسر لديها معيلون من الذكور دون وجود شريكة وكانت نسبة 39.8% من غير العائلات. تألفت نسبة 30.2% من أصل جميع الأسر من عدة أفراد يعيشون في نفس المنزل ونسبة 9.6% كانت تتألف من شخص يعيش بمفرده يبلغ من العمر 65 عاماً أو أكثر. وبلغ متوسط حجم الأسرة المعيشية 2.45، أما متوسط حجم العائلات فبلغ 3.07.
بلغ العمر الوسطي للسكان 29.6 عاماً. وكانت نسبة 23.9% من القاطنين تحت سن الثامنة عشر، وكانت نسبة 11.4% بين الثامنة عشر والرابعة والعشرين عاماً، ونسبة 27.7% كانت واقعةً في الفئة العمرية ما بين الخامسة والعشرين والرابعة والأربعين عاماً، ونسبة 16.7% كانت ما بين الخامسة والأربعين والرابعة والستين، ونسبة 10.4% كانت ضمن فئة الخامسة والستين عاماً فما فوق. يوجد لكل 100 أنثى 92.8 ذكر، ويوجد لكل 100 أنثى في الثامنة عشر من عمرها فما فوق 89.2 ذكر.
بلغ متوسط دخل الأسرة في المدينة 29,365 دولارًا، أما متوسط دخل العائلة فبلغ 33,811 دولارًا. وكان متوسط دخل الذكور 27,860 دولارًا مقابل 22,087 دولارًا للإناث. وسجل دخل الفرد الخاص بالمدينة 16,298 دولارًا. وكانت نسبة 20.5% من العائلات ونسبة 24.3% من السكان تحت خط الفقر، وكان من هؤلاء نسبة 36.6% تحت سن الثامنة عشر ونسبة 17.4% في الخامسة والستين من العمر وما فوق.

### تعداد عام 2010
بلغ عدد سكان نورفولك 242,803 نسمة بحسب تعداد عام 2010، وبلغ عدد الأسر 86,485 أسرة وعدد العائلات 50,756 عائلة مقيمة في المدينة. في حين سجلت الكثافة السكانية 972.5 نسمة لكل كيلومتر مربع (2,518.8/ميل2). وبلغ عدد الوحدات السكنية 95,018 وحدة بمتوسط كثافة قدره 380.6 لكل كيلومتر مربع (985.7/ميل2).
وتوزع التركيب العرقي للمدينة بنسبة 47.08% من البيض و43.11% من الأمريكيين الأفارقة و0.49% من الأمريكيين الأصليين و3.29% من الأمريكيين ذوي الأصول الآسيوية و0.16% من سكان جزر المحيط الهادئ و2.23% من الأعراق الأخرى و3.63% من عرقين مختلطين أو أكثر و6.65% من الهسبانيون أو اللاتينيون من أي عرق.
بلغ عدد الأسر 86,485 أسرة كانت نسبة 31.6% منها لديها أطفال تحت سن الثامنة عشر تعيش معهم، وبلغت نسبة الأزواج القاطنين مع بعضهم البعض 34.2% من أصل المجموع الكلي للأسر، ونسبة 19.3% من الأسر كان لديها معيلات من الإناث دون وجود شريك، بينما كانت نسبة 5.2% من الأسر لديها معيلون من الذكور دون وجود شريكة وكانت نسبة 41.3% من غير العائلات. تألفت نسبة 31.1% من أصل جميع الأسر من عدة أفراد يعيشون في نفس المنزل ونسبة 8.7% كانت تتألف من شخص يعيش بمفرده يبلغ من العمر 65 عاماً أو أكثر. وبلغ متوسط حجم الأسرة المعيشية 2.43، أما متوسط حجم العائلات فبلغ 3.06.
بلغ العمر الوسطي للسكان 29.7 عاماً. وكانت نسبة 20.8% من القاطنين تحت سن الثامنة عشر، وكانت نسبة 19.8% بين الثامنة عشر والرابعة والعشرين عاماً، ونسبة 28.5% كانت واقعةً في الفئة العمرية ما بين الخامسة والعشرين والرابعة والأربعين عاماً، ونسبة 21.4% كانت ما بين الخامسة والأربعين والرابعة والستين، ونسبة 9.4% كانت ضمن فئة الخامسة والستين عاماً فما فوق. وتوزع التركيب الجنسي للسكان بنسبة 51.8% ذكور و48.2% إناث.

## توأمة
لنورفولك (فرجينيا) اتفاقيات توأمة مع كل من:
- تولون [12]
- فيلهلمسهافن (1976 - )[12]
- كيتاكيوشو [12]
- كالينينغراد (1992 - )[12]
- هاليفاكس [12]
- كاجايان دو آورو [12]
- نورفك [12]

## أعلام
- جين فنسنت
- آسا بيغز
- باتريك ويلسون
- جورج بيكيت
- مارك ميتشر
- فرانك كيلسو
- ستيف بانون
- موسى مالون
- ويليام إم. كار
- تمبالاند
- غرانت غستن